# Distrito 1 do Condado de Grand Bassa
Distrito #1 é um dos seis distritos localizados no Condado de Grand Bassa na Libéria.